# Drážov
Drážov (do roku 1960 Dražov, německy Draschow) je obec v okrese Strakonice v Jihočeském kraji. Leží přibližně 5 km severně od Vacova a 15 km západně od Volyně. Obec leží v Šumavském podhůří. Žije zde 226 obyvatel.

## Historie
První písemná zmínka o obci pochází z roku 1318.

## Vývoj počtu obyvatel
| Rok  | Obyvatelé |
| ---- | --------- |
| 1869 | 1 161     |
| 1880 | 1 220     |
| 1890 | 1 237     |
| 1900 | 1 226     |
| 1910 | 1 244     |
| 1921 | 1 081     |
| 1930 | 993       |
| 1950 | 651       |
| 1961 | 629       |
| 1970 | 458       |
| 1980 | 376       |
| 1991 | 311       |
| 2001 | 282       |
| 2014 | 256       |
| 2016 | 251       |
| 2017 | 245       |
| 2018 | 242       |
| 2019 | 240       |
| 2020 | 239       |
| 2021 | 231       |
| 2022 | 233       |
| 2023 | 232       |
| 2024 | 226       |

## Pamětihodnosti
- Kaple P. Marie na návsi
- Usedlost čp. 7
- Dřevěná socha sv. Anny na návsi
- Několik křížů

## Části obce
Obec Drážov se skládá ze čtyř částí na čtyřech katastrálních územích.
- Dobrš (i název k. ú.)
- Drážov (i název k. ú.)
- Kváskovice (k. ú. Kváskovice u Drážova)
- Zálesí (k. ú. Zálesí u Drážova)

Na území obce dále leží osady Amerika, Korytský, Mačura a Paloucký. Těsně za západní hranicí katastru obce se nachází osada Růždí, tento název se přeneseně používá i pro lesy na území obce.

## Doprava
Obcí procházejí silnice III. třídy č. III/17010 (Hoslovice–Drážov) a III/17019 (Chvalšovice–Dobrš–Zálesí). Silnice II/171 tvoří jihozápadní hranici katastru obce.
V obci funguje v pracovní dny autobusová doprava, která ji spojuje s Vacovem, Česticemi a Strakonicemi. Autobusy zastavují v Drážově, Dobrši (do obce linky zajíždějí polookružním způsobem) a Zálesí.

## Osobnosti
- Alois Martan (1926–2019), malíř a restaurátor

## Galerie

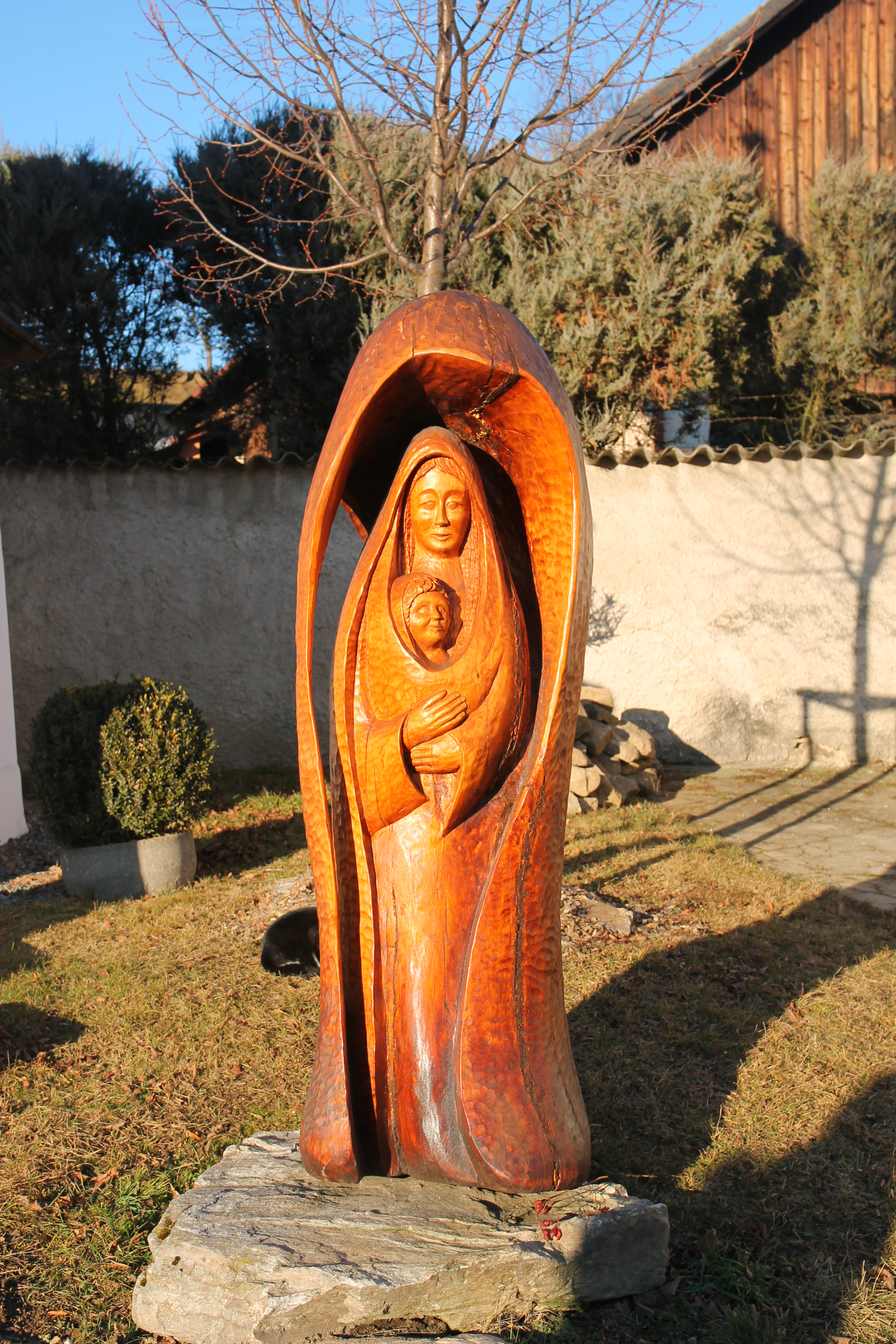
Socha sv. Anny, patronky obce, na návsi
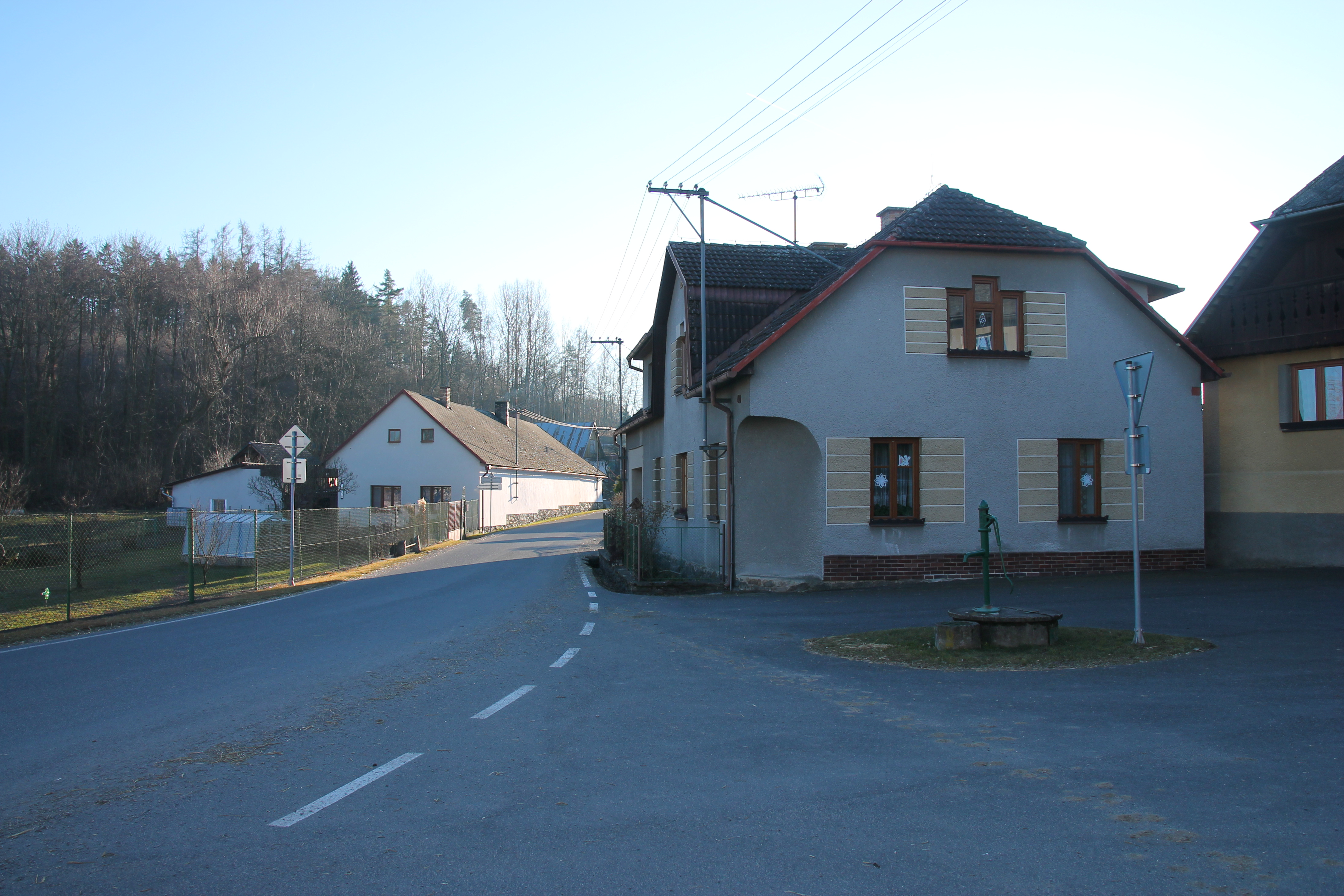
Domy na návsi
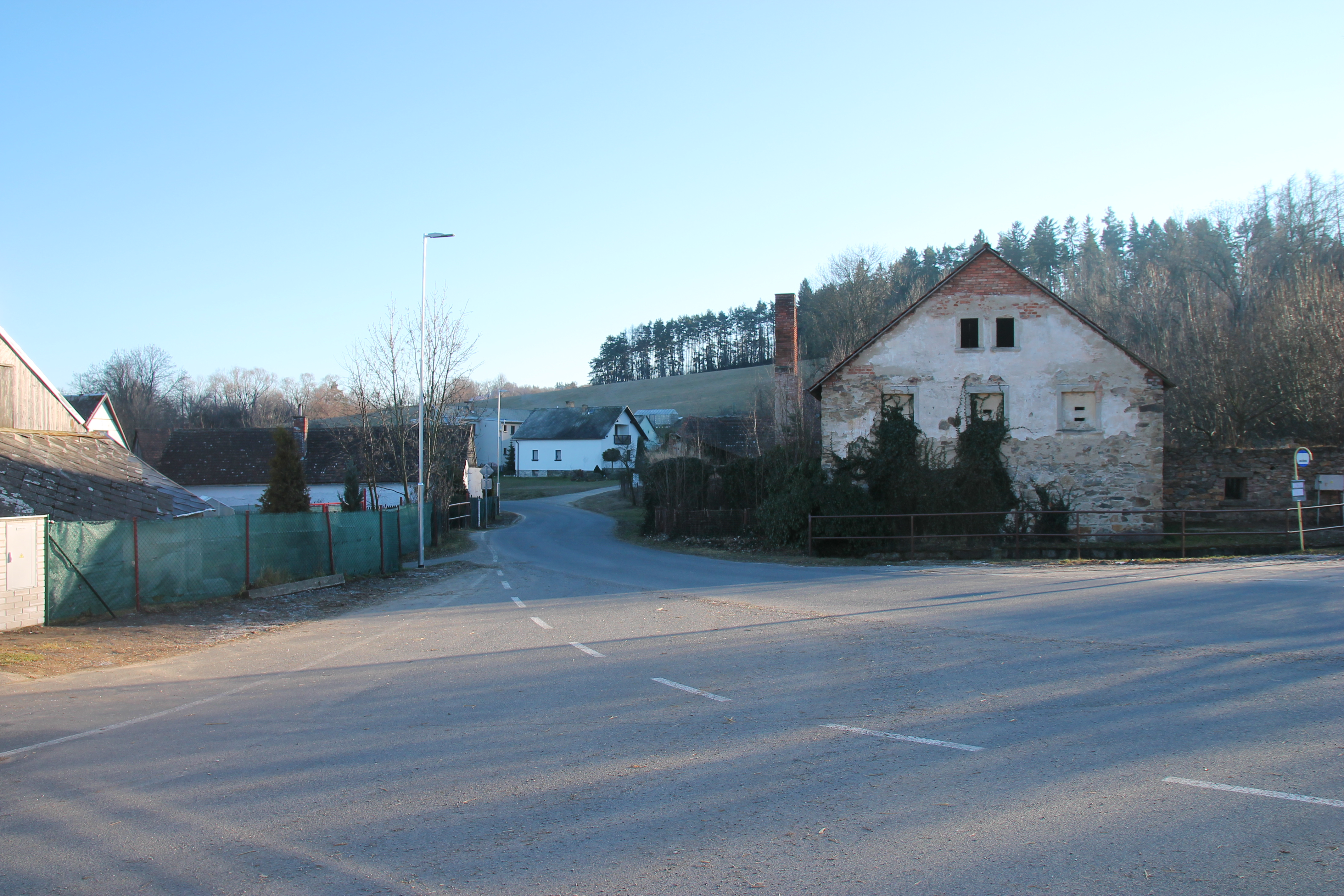
Domy na návsi
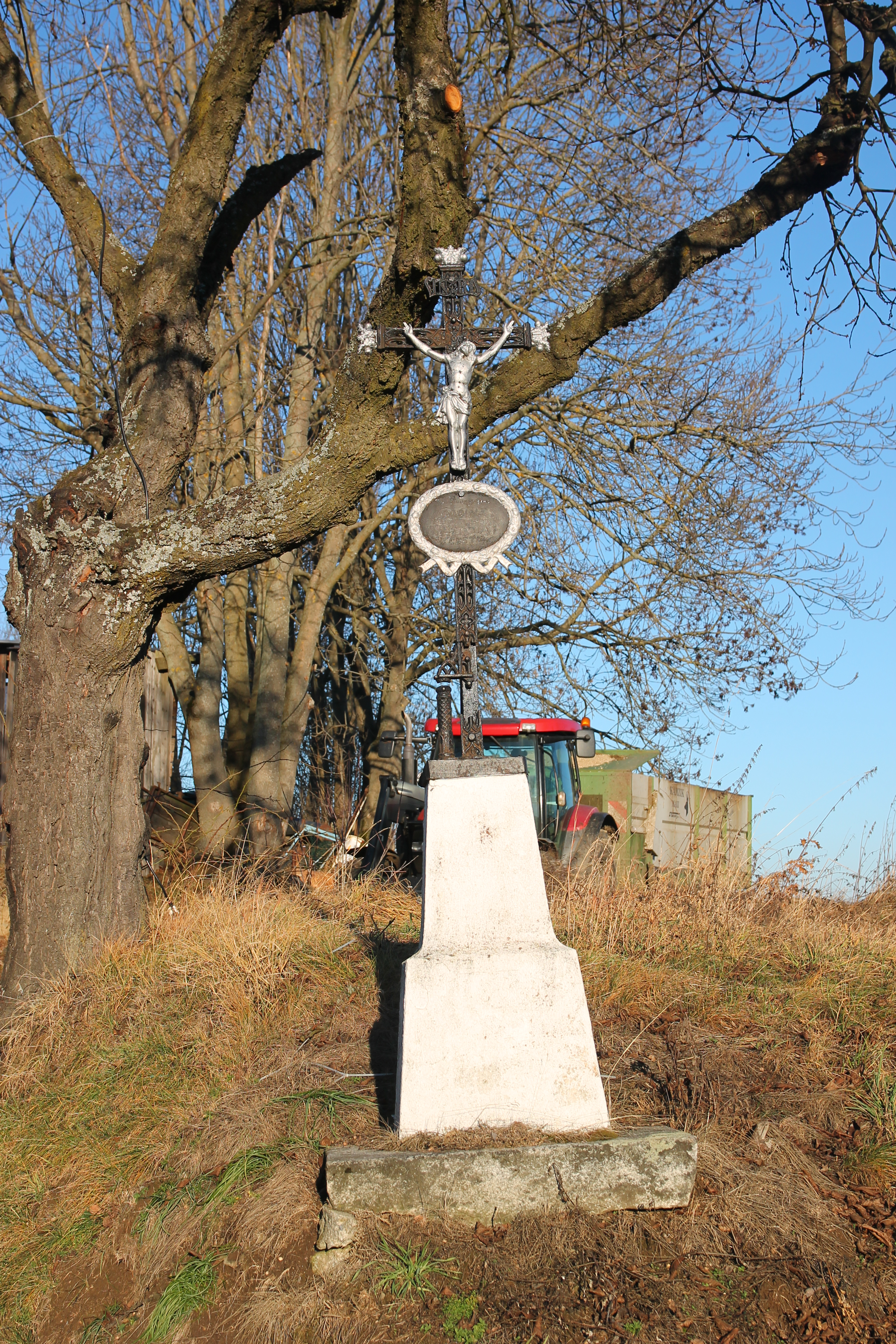
Křížek na severním kraji vesnice
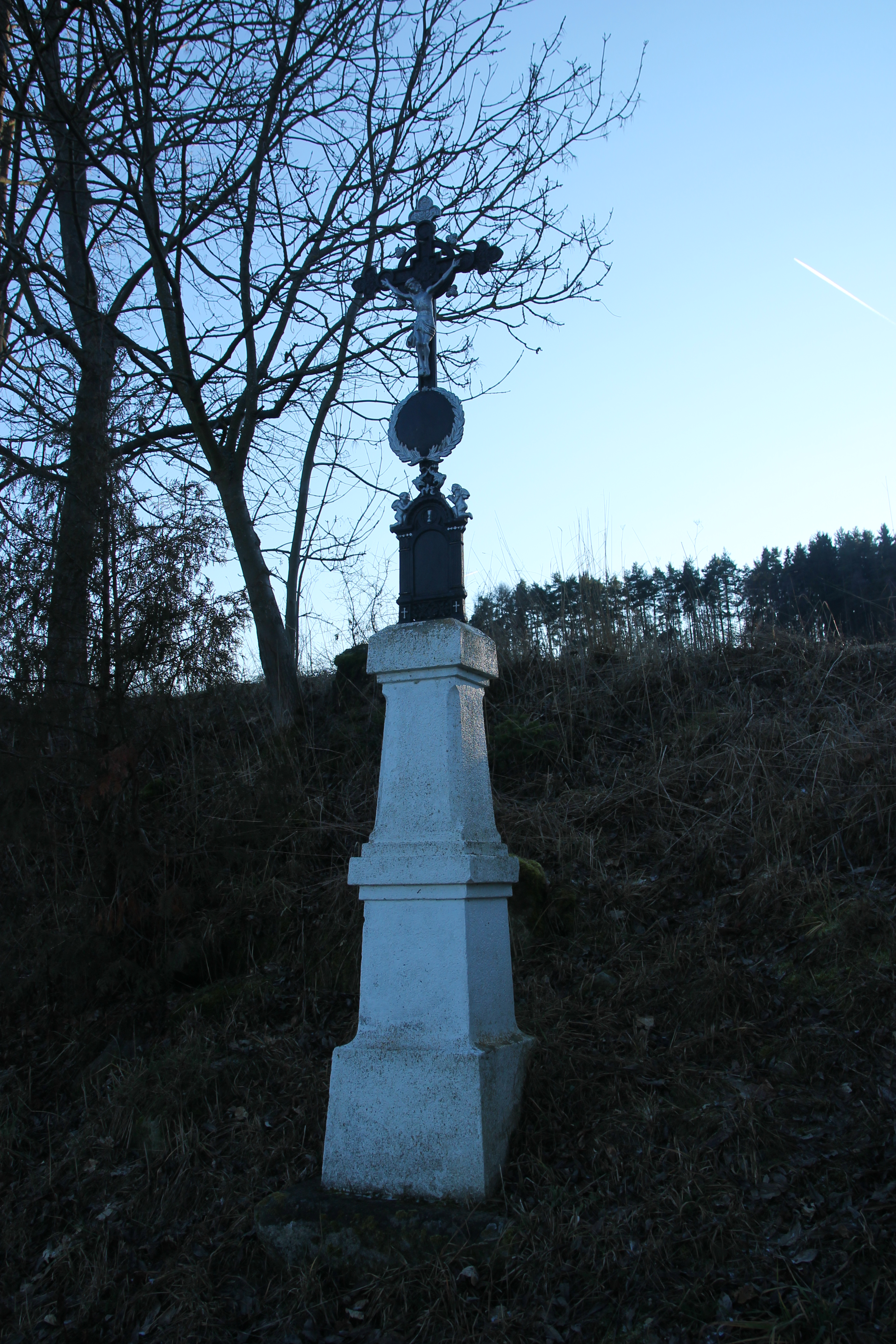
Křížek na jižním kraji vesnice
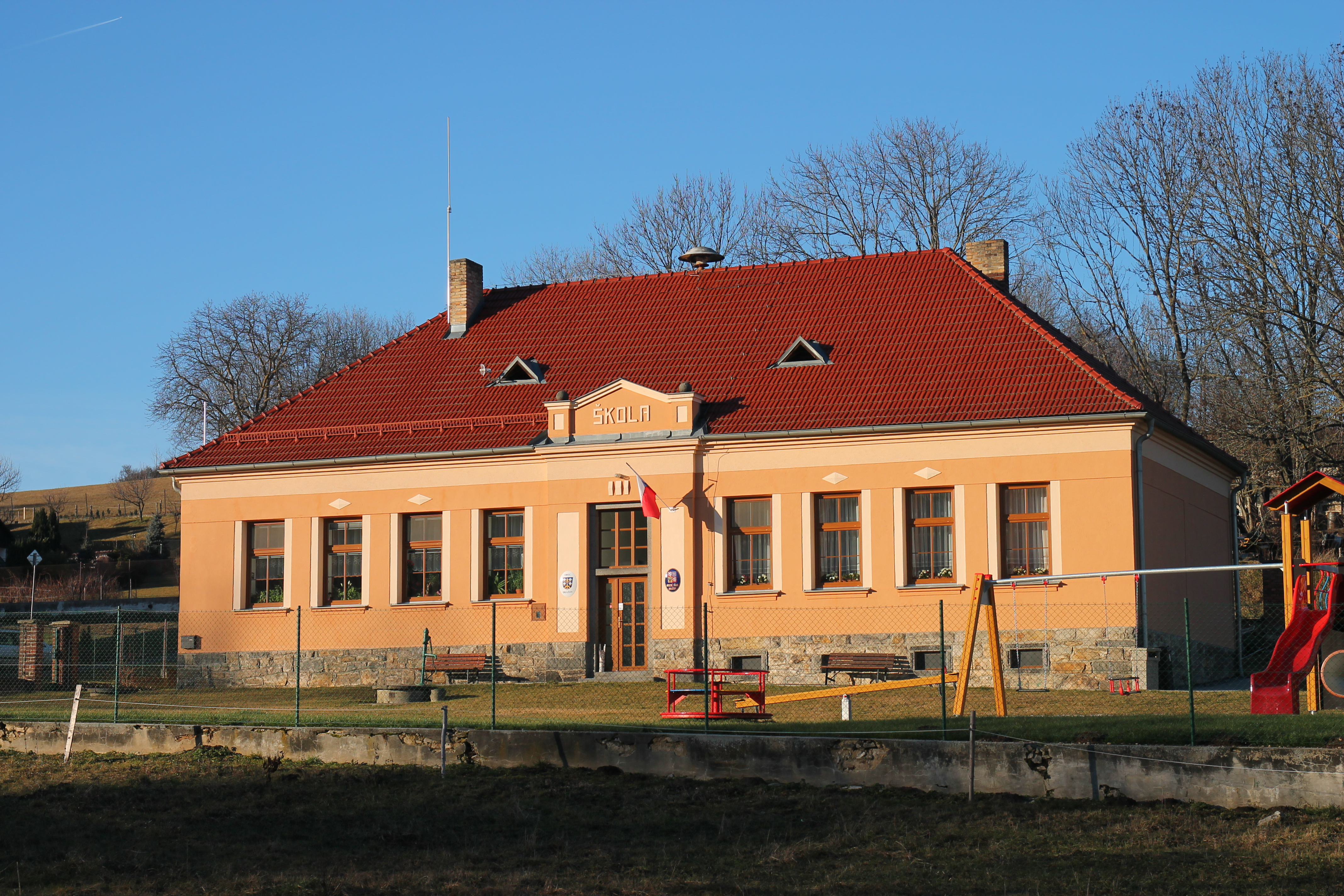
Bývalá škola a současný obecní úřad
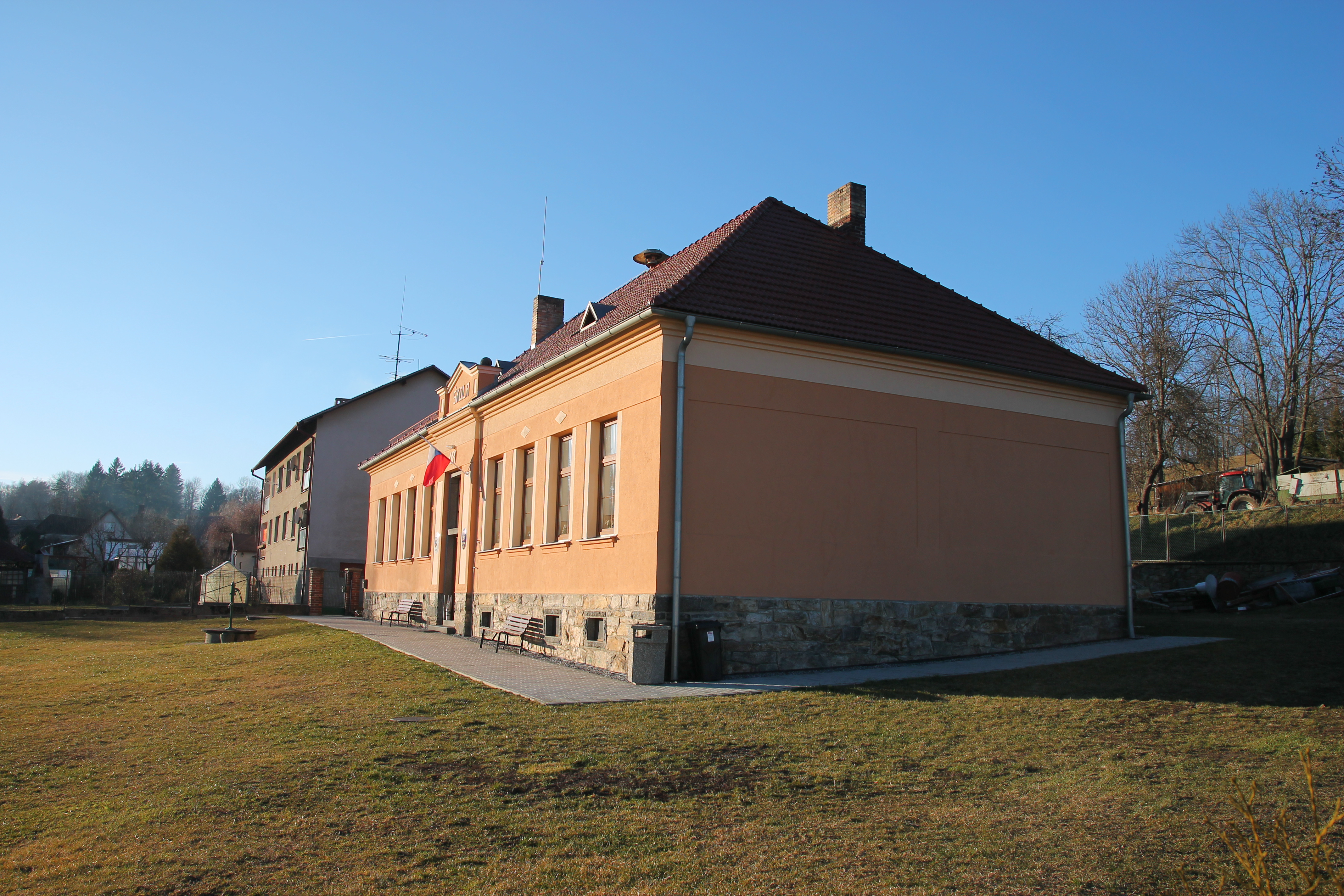
Bývalá škola a současný obecní úřad
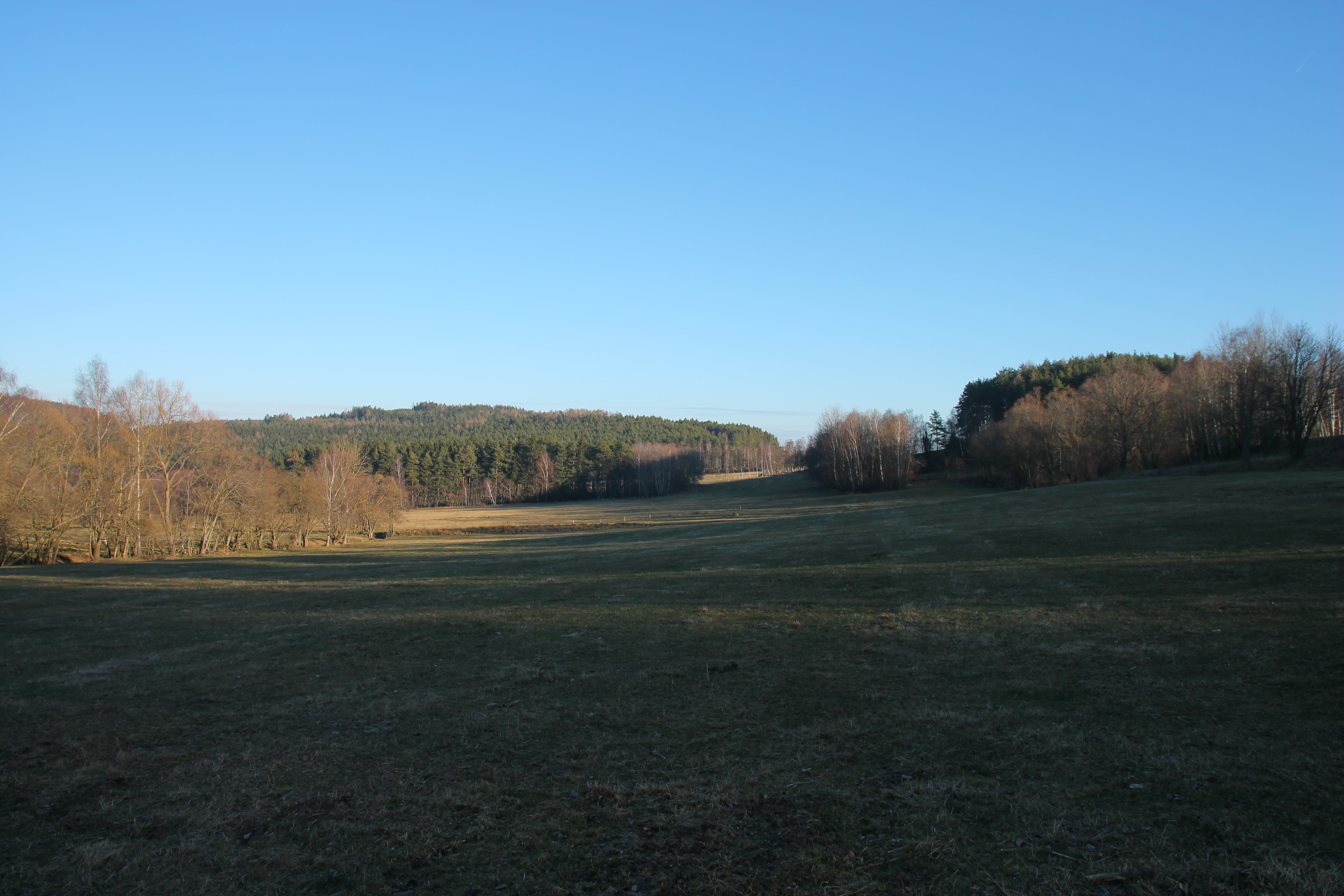
Pohled na louky na východ od vesnice (směrem na Slídovku a Dřešínek)